# Liste der Stolpersteine in Zerbst/Anhalt
Die Liste der Stolpersteine in Zerbst/Anhalt enthält alle Stolpersteine, die im Rahmen des gleichnamigen Kunst-Projekts von Gunter Demnig in Zerbst/Anhalt verlegt wurden. Mit ihnen soll Opfern des Nationalsozialismus gedacht werden, die in Zerbst lebten und wirkten. Zwischen 2010 und 2020 wurden insgesamt 41 Steine an 13 Adressen verlegt.

## Verlegungen
- 29. März 2010: 27 Steine an sechs Adressen
- 14. Oktober 2011: 13 Steine an sieben Adressen
- 12. November 2020: ein Stein an einer Adresse

## Liste der Stolpersteine
| Adresse                 | Datum der Verlegung | Person | Inschrift | Bild | Bild des Hauses |
| ----------------------- | ------------------- | --- | --- | ---- | --------------- |
| Alte Brücke 2 ·         | 14. Okt. 2011       | Martha Leiser geb. Friedländer (1876–1942) Martha Leiser stammte aus Zerbst. Sie wurde am 2. Dezember 1942 von Magdeburg aus ins Ghetto Theresienstadt deportiert, wo sie am 22. Dezember 1942 den Tod fand. | Hier wohnte MARTHA LEISER geb. Friedländer Jg. 1876 deportiert 1942 Theresienstadt tot 22.12.1942                    |      |                 |
| Alte Brücke 2 ·         | 14. Okt. 2011       | Martin Leiser (1875–1943) Martin Leiser wurde in Grätz geboren. Er wurde am 2. Dezember 1942 von Magdeburg aus ins Ghetto Theresienstadt deportiert, wo er am 24. März 1943 den Tod fand. | Hier wohnte und arbeitete MARTIN LEISER Jg. 1875 deportiert 1942 Theresienstadt tot 24.3.1943                        |      |                 |
| Alte Brücke 12 ·        | 14. Okt. 2011       | Benno Marcus (1885–1942) Benno Marcus stammte aus Heinrichsdorf in Westpreußen. Er zog später nach Zerbst und zuletzt nach Berlin. Von dort aus wurde er am 15. August 1942 ins Ghetto Riga deportiert und drei Tage später ermordet. | |      |                 |
| Alte Brücke 19 ·        | 14. Okt. 2011       | Eugen Borinski (1875–1944) Eugen Borinski wurde in Zabrze geboren. Er wohnte später in Zerbst und Wittenberg. Er wurde am 2. Dezember 1942 von Magdeburg aus ins Ghetto Theresienstadt und am 16. Mai 1944 weiter nach Auschwitz deportiert, wo er ermordet wurde. | |      |                 |
| Alte Brücke 19 ·        | 14. Okt. 2011       | Julie Borinski geb. Cohn (1876–1944) Julie Borinski stammte aus Seeburg. Sie wohnte später in Zerbst und Wittenberg. Sie wurde am 2. Dezember 1942 von Magdeburg aus ins Ghetto Theresienstadt und am 16. Mai 1944 weiter nach Auschwitz deportiert, wo sie ermordet wurde. | |      |                 |
| Breite 25 ·             | 29. März 2010       | Max Rosenstiel (1884–ca. 1942) Max Rosenstiel stammte aus Ziesar. Er konnte 1936 über Spanien nach Frankreich emigrieren. Nach der deutschen Besatzung wurde er 1941 in Gurs und später in Drancy interniert. Von dort aus wurde er am 28. August 1942 nach Auschwitz deportiert und ermordet. Sein genaues Todesdatum ist unbekannt. | Hier wohnte MAX ROSENSTIEL Jg. 1884 Flucht 1936 Frankreich interniert Gurs-Drancy deportiert 1942 Auschwitz ermordet |      |                 |
| Breite 25 ·             | 29. März 2010       | Rosa Rosenstiel geb. Levy (1885–?) Rosa Rosenstiel stammte aus Schulitz. Sie wohnte später in Zerbst und zuletzt in Hannover. Von dort aus wurde sie am 15. Dezember 1941 ins Ghetto Riga deportiert. Ihr weiteres Schicksal ist unbekannt. | Hier wohnte ROSA ROSENSTIEL geb. Levy Jg. 1885 deportiert 1941 Riga ermordet 18.12.1941                              |      |                 |
| Breite Straße 1 ·       | 14. Okt. 2011       | Clara Lewin (1878–1943) Clara Lewin stammte aus Schulitz. Sie wurde am 2. Dezember 1942 von Magdeburg aus ins Ghetto Theresienstadt deportiert, wo sie am 27. Juli 1943 den Tod fand. | |      |                 |
| Brüderstraße 26 ·       | 29. März 2010       | Ida Freudenberg geb. Hammerschlag (1878–1942?) Ida Freudenberg stammte aus Lauenau. Sie war mit Adolph Freudenberg verheiratet und hatte mit ihm mehrere Kinder. Nach einem gescheiterten Suizidversuch wurde sie am 13. Juli 1942 von Magdeburg aus vermutlich nach Auschwitz oder Treblinka deportiert und dort ermordet. | |      |                 |
| Brüderstraße 26 ·       | 29. März 2010       | Kurt Freudenberg (1898–?) Kurt Freudenberg wurde in Barby geboren. Er war der Neffe von Adolph und Ida Freudenberg und wohnte zwischen 1908 und 1918 bei ihnen, als er in Zerbst das Francisceum besuchte. Er arbeitete später als Bankbeamter bei der Stadtkasse in Barby, wo ihm 1933 fristlos gekündigt wurde. Später wohnte er in Ahlem, Magdeburg und Hannover. Während der Novemberpogrome 1938 wurde er am 10. November zunächst ins Polizeigefängnis in Magdeburg verbracht und anschließend im KZ Buchenwald interniert. Am 15. Dezember 1941 wurde er ins Ghetto Riga deportiert und später ermordet. | |      |                 |
| Brüderstraße 26 ·       | 12. Nov. 2020       | Adolph Freudenberg (1863–1937) Adolph Freudenberg war Inhaber das Bankhauses J. Rothenstein in Zerbst. | |      |                 |
| Brüderstraße 24 ·       | 29. März 2010       | Berta Friedmann geb. Dudowitz (1904–1942) Berta Friedmann stammte aus Kolno. Am 14. April 1942 wurde sie mit ihrer Familie von Magdeburg aus ins Ghetto Warschau deportiert. Sie wurde im Juli 1942 in Treblinka ermordet. | |      |                 |
| Brüderstraße 24 ·       | 29. März 2010       | Denny Friedmann (1941–1942) Denny Friedmann wurde in Zerbst geboren. Am 14. April 1942 wurde er mit seiner Familie von Magdeburg aus ins Ghetto Warschau deportiert. Er wurde im Juli 1942 in Treblinka ermordet. | |      |                 |
| Brüderstraße 24 ·       | 29. März 2010       | Ilse Friedmann (1932–1942) Ilse Friedmann wurde in Zerbst geboren. Am 14. April 1942 wurde sie mit ihrer Familie von Magdeburg aus ins Ghetto Warschau deportiert. Sie wurde im Juli 1942 in Treblinka ermordet. | |      |                 |
| Brüderstraße 24 ·       | 29. März 2010       | Joel Friedmann (1898–1942) Joel Friedmann stammte aus Szczuczyn. Am 14. April 1942 wurde er mit seiner Familie von Magdeburg aus ins Ghetto Warschau deportiert. Er wurde im Juli 1942 in Treblinka ermordet. | |      |                 |
| Brüderstraße 24 ·       | 29. März 2010       | Sonja Friedmann (1930–1942) Sonja Friedmann wurde in Magdeburg geboren. Am 14. April 1942 wurde sie mit ihrer Familie von Magdeburg aus ins Ghetto Warschau deportiert. Sie wurde im Juli 1942 in Treblinka ermordet. | |      |                 |
| Brüderstraße 24 ·       | 29. März 2010       | Kantor Leopold Spier (1862–1943) Leopold Spier stammte aus Merzhausen. Er wurde am 2. Dezember 1942 von Magdeburg aus ins Ghetto Theresienstadt deportiert, wo er am 30. Mai 1943 den Tod fand. | |      |                 |
| Brüderstraße 24 ·       | 29. März 2010       | Recha Spier (1891–1942) Recha Spier wurde in Lichtenau geboren. Am 14. April 1942 wurde sie von Magdeburg aus ins Ghetto Warschau deportiert. Sie wurde im Juli 1942 in Treblinka ermordet. | |      |                 |
| Fritz-Brandt-Straße 4 · | 14. Okt. 2011       | Ella Jacob geb. Israel (1891–1942) Ella Jacob stammte aus Säpzig. Am 14. April 1942 wurde sie von Magdeburg aus ins Ghetto Warschau deportiert. Sie wurde im Juli 1942 in Treblinka ermordet. | |      |                 |
| Fritz-Brandt-Straße 4 · | 14. Okt. 2011       | Leo Jacob (1890–1942) Leo Jacob stammte aus Rogowo. Am 14. April 1942 wurde er von Magdeburg aus ins Ghetto Warschau deportiert. Er wurde im Juli 1942 in Treblinka ermordet. | |      |                 |
| Karl-Marx-Straße 3 ·    | 29. März 2010       | Frieda Wachtel geb. Bacharach (1886–1944) Frieda Wachtel wurde in Mansbach geboren. Sie wurde am 2. Dezember 1942 von Magdeburg aus ins Ghetto Theresienstadt und später weiter nach Auschwitz deportiert, wo sie am 16. Mai 1944 ermordet wurde. | |      |                 |
| Karl-Marx-Straße 3 ·    | 29. März 2010       | Hildegard Wachtel geb. Weil (1897–1942) Hildegard Wachtel wurde in Gernsheim geboren. Am 14. April 1942 wurde sie von Magdeburg aus ins Ghetto Warschau deportiert. Sie wurde im Juli 1942 in Treblinka ermordet. | |      |                 |
| Karl-Marx-Straße 3 ·    | 29. März 2010       | Joseph Wachtel (1883–?) | |      |                 |
| Karl-Marx-Straße 3 ·    | 29. März 2010       | Julius Wachtel (1912–1942) | |      |                 |
| Karl-Marx-Straße 3 ·    | 29. März 2010       | Max Wachtel (1878–1944) Max Wachtel wurde in Kaltennordheim geboren. Er wurde am 2. Dezember 1942 von Magdeburg aus ins Ghetto Theresienstadt und später weiter nach Auschwitz deportiert, wo er am 16. Mai 1944 ermordet wurde. | |      |                 |
| Karl-Marx-Straße 3 ·    | 29. März 2010       | Salli Wachtel (1882–1942) Salli Wachtel wurde in Kaltennordheim geboren. Am 14. April 1942 wurde er von Magdeburg aus ins Ghetto Warschau deportiert. Er wurde im Juli 1942 in Treblinka ermordet. | |      |                 |
| Karl-Marx-Straße 3 ·    | 29. März 2010       | Ida Weil geb. Wachtel (1890–1943) Ida Weil wurde in Kaltennordheim geboren. Sie lebte später in Leipzig und Berlin. Von Berlin aus wurde sie am 28. Mai 1943 ins Ghetto Theresienstadt deportiert, wo sie am 3. Juli 1943 den Tod fand. | |      |                 |
| Markt 27 ·              | 14. Okt. 2011       | Helene Kariel geb. Cohn (1863–1940) Helene Kariel stammte aus Zerbst und wohnte später in Stettin. Von dort aus wurde sie am 12. Februar 1940 ins Ghetto von Bełżyce deportiert, wo sie am 23. März 1940 den Tod fand. | Hier wohnte HELENE KARIEL geb. Cohn Jg. 1863 deportiert 1940 Lublin tot 23.3.1940 Belzyce                            |      |                 |
| Markt 27 ·              | 14. Okt. 2011       | Oskar Kariel (1851–1940) Oskar Kariel stammte aus Flatow. Er zog später nach Stettin. Von dort aus wurde er am 12. Februar 1940 ins Ghetto Lublin deportiert, wo er am 22. März 1940 den Tod fand. | Hier wohnte und arbeitete OSKAR KARIEL Jg. 1851 deportiert 1940 Lublin tot 22.3.1940                                 |      |                 |
| Mühlenbrücke 14 ·       | 29. März 2010       | Margarete Schlesinger (1904–ca. 1942) Margarete Schlesinger wurde in Zerbst geboren und wohnte später in Berlin. Dort war sie zeitweilig im Gefängnis am Alexanderplatz inhaftiert und wurde am 20. August 1941 zunächst ins KZ Ravensbrück und am 29. November 1942 nach Auschwitz deportiert, wo sie ermordet wurde. | |      |                 |
| Mühlenbrücke 14 ·       | 29. März 2010       | Rosa Bertha Schlesinger geb. Borchardt (1879–1944) Rosa Schlesinger stammte aus Großalsleben. Sie wurde am 2. Dezember 1942 von Magdeburg aus ins Ghetto Theresienstadt deportiert, wo sie am 5. März 1944 den Tod fand. | |      |                 |
| Mühlenbrücke 14 ·       | 29. März 2010       | Willy Schlesinger (1874–1943) Willy Schlesinger stammte aus Köhten. Er wurde am 2. Dezember 1942 von Magdeburg aus ins Ghetto Theresienstadt deportiert, wo er am 17. April 1943 den Tod fand. | |      |                 |
| Wegeberg 21 ·           | 14. Okt. 2011       | Sara Frydman (Friedmann) geb. Tikotzki (1917–1943) Sara Friedmann stammte aus Grajewo. Sie wurde im Zuge der „Polenaktion“ am 28. Oktober 1938 mit ihrer Familie nach Polen abgeschoben, wohnte dann aber später zeitweise in Leipzig. Von dort aus wurde sie wieder nach Osten deportiert und lebte zwischen dem 1. August 1941 und dem 10. November 1942 in den Ghettos von Grajewo und Bogusze. | |      |                 |
| Wegeberg 21 ·           | 14. Okt. 2011       | Israel Esra Tikotzki (1891–1943) Israel Tikotzki stammte aus Grajewo. Er wurde im Zuge der „Polenaktion“ am 28. Oktober 1938 mit seiner Familie nach Polen abgeschoben und lebte zwischen dem 1. August 1941 und dem 10. November 1942 in den Ghettos von Grajewo und Bogusze. | |      |                 |
| Wegeberg 21 ·           | 14. Okt. 2011       | Rosa Tikotzki geb. Goldstein (1892–1943) Rosa Tikotzki wurde in Grajewo geboren. Sie wurde im Zuge der „Polenaktion“ am 28. Oktober 1938 mit ihrer Familie nach Polen abgeschoben und lebte zwischen dem 1. August 1941 und dem 10. November 1942 in den Ghettos von Grajewo und Bogusze. | |      |                 |
| Wolfsbrücke 35 ·        | 29. März 2010       | Frieda Maerker geb. Jacobson (1875–1944) Frieda Maerker stammte aus Stolp. Sie wurde am 2. Dezember 1942 von Magdeburg aus ins Ghetto Theresienstadt und am 16. Mai 1944 weiter nach Auschwitz deportiert, wo sie ermordet wurde. | |      |                 |
| Wolfsbrücke 35 ·        | 29. März 2010       | Elise Michels geb. Jacobson (1870–1944) Elise Michels stammte aus Stolp. Sie wurde am 2. Dezember 1942 von Magdeburg aus ins Ghetto Theresienstadt und am 16. Mai 1944 weiter nach Auschwitz deportiert, wo sie ermordet wurde. | |      |                 |
| Wolfsbrücke 35 ·        | 29. März 2010       | Dora Spanier geb. Michels (1899–1942) Dora Spanier stammte aus Zerbst. Am 14. April 1942 wurde sie von Magdeburg aus ins Ghetto Warschau deportiert. Sie wurde im Juli 1942 in Treblinka ermordet. | |      |                 |
| Wolfsbrücke 35 ·        | 29. März 2010       | Hermann Spanier (1889–1942) Hermann Spanier wurde in Aschersleben geboren. Am 14. April 1942 wurde er von Magdeburg aus ins Ghetto Warschau deportiert. Er wurde im Juli 1942 in Treblinka ermordet. | |      |                 |
| Wolfsbrücke 35 ·        | 29. März 2010       | Hanna (Hanne) Tikotzki geb. Antmann (1884–1942) Hanna Tikotzki wurde in Grajewo geboren. Sie wurde im Zuge der „Polenaktion“ am 28. Oktober 1938 mit ihrer Familie nach Polen abgeschoben und lebte zwischen dem 1. August 1941 und dem 10. November 1942 in den Ghettos von Grajewo und Bogusze. Sie wurde im Dezember 1942 in Treblinka ermordet. | |      |                 |
| Wolfsbrücke 35 ·        | 29. März 2010       | Hermann Tikotzki (1884–1942) Hermann Tikotzki stammte aus Grajewo. Er wurde im Zuge der „Polenaktion“ am 28. Oktober 1938 mit seiner Familie nach Polen abgeschoben und lebte zwischen dem 1. August 1941 und dem 10. November 1942 in den Ghettos von Grajewo und Bogusze. Er wurde im Dezember 1942 in Treblinka ermordet. | |      |                 |